# 朱厄尔·劳埃德
朱厄尔·劳埃德（英語：Jewell Loyd，1993年10月5日—），美国女子篮球运动员，2018年女子世界盃籃球賽金牌得主、2020年夏季奥林匹克运动会女子金牌得主、2022年女子世界盃籃球賽金牌得主、2024年夏季奥林匹克运动会女子金牌得主。